# Gerhard Feck
Gerhard Feck (geb. vor 1925) ist ein deutscher Sportwissenschaftler und Volleyballtrainer.

## Leben
Feck studierte ab 1947 als einer der ersten Studenten am Institut für Körpererziehung und Schulhygiene der Ernst-Moritz-Arndt-Universität Greifswald Körpererziehung, Englisch, Französisch und Russisch. 1949 legte er die Staatsexamensprüfungen ab. Anschließend wurde er an der Deutschen Hochschule für Körperkultur (DHfK) in Leipzig als Hochschullehrer tätig. Er war jahrelang zudem Redaktionsleiter der Zeitschrift „Theorie und Praxis der Körperkultur“. Zudem war Feck zeitweilig in Ägypten und Algerien als sportwissenschaftliche Lehrkraft tätig.
Anfang der 1950er Jahre brachte er Lehrbücher über Volleyball und Faustball heraus. Im Jahr 1955 war Feck Trainer der Volleyballnationalmannschaft der DDR.
1976 legte Feck an der DHfK seine Dissertation A zum Thema „Erarbeitung von Trainingsprogrammen für ein dreijähriges Training in Allgemeinen Trainingszentren mit Kindern der 2. bis 4. Schulklassen, deren Erprobung in einem Experimentaltraining und Auswertung unter dem Aspekt des Leistungssports“ vor. Mit Siegmund Rahn, danach mit Johannes Hoffmann veröffentlichte er in den 1980er Jahren in mehreren Auflagen das Werk „Zur Planung und Steuerung des Trainings“.